# Tajkov András
Tajkov András (1913–1985) Kossuth-díjas vájár, a Tatabányai Szénbányák XIV-es aknájának csapatvezetője, sztahanovista.

## Élete
Részt vett a sztahanovista mozgalomban. 1948 és 1953 között a Szabad Nép című napilap munkaversennyel kapcsolatos cikkeiben 31 alkalommal szerepelt.
1950-ben a Magyar Munka Érdemrend arany fokozatával ismerték el. 1953-ban megkapta a Kossuth-díj bronz fokozatát, a hosszas indoklás szerint „1948 óta állandóan 100 százalékon felül teljesít. 1952-ben átlagos teljesítménye 203 százalék volt. Ötéves tervét 1952-ben augusztus hóban befejezte. A sztahanovista munkamódszer átadásában élen jár.” 1970-ben a Felszabadulási Jubileumi Emlékéremmel díjazták.
1952-ben a III. Magyar Békekongresszuson, 1954-ben a Szakszervezetek Országos Tanácsa III. teljes ülésén szólalt fel.